# Brachystegia boehmii
Brachystegia boehmii är en ärtväxtart som beskrevs av Paul Hermann Wilhelm Taubert. Brachystegia boehmii ingår i släktet Brachystegia och familjen ärtväxter. Inga underarter finns listade i Catalogue of Life.

## Bildgalleri

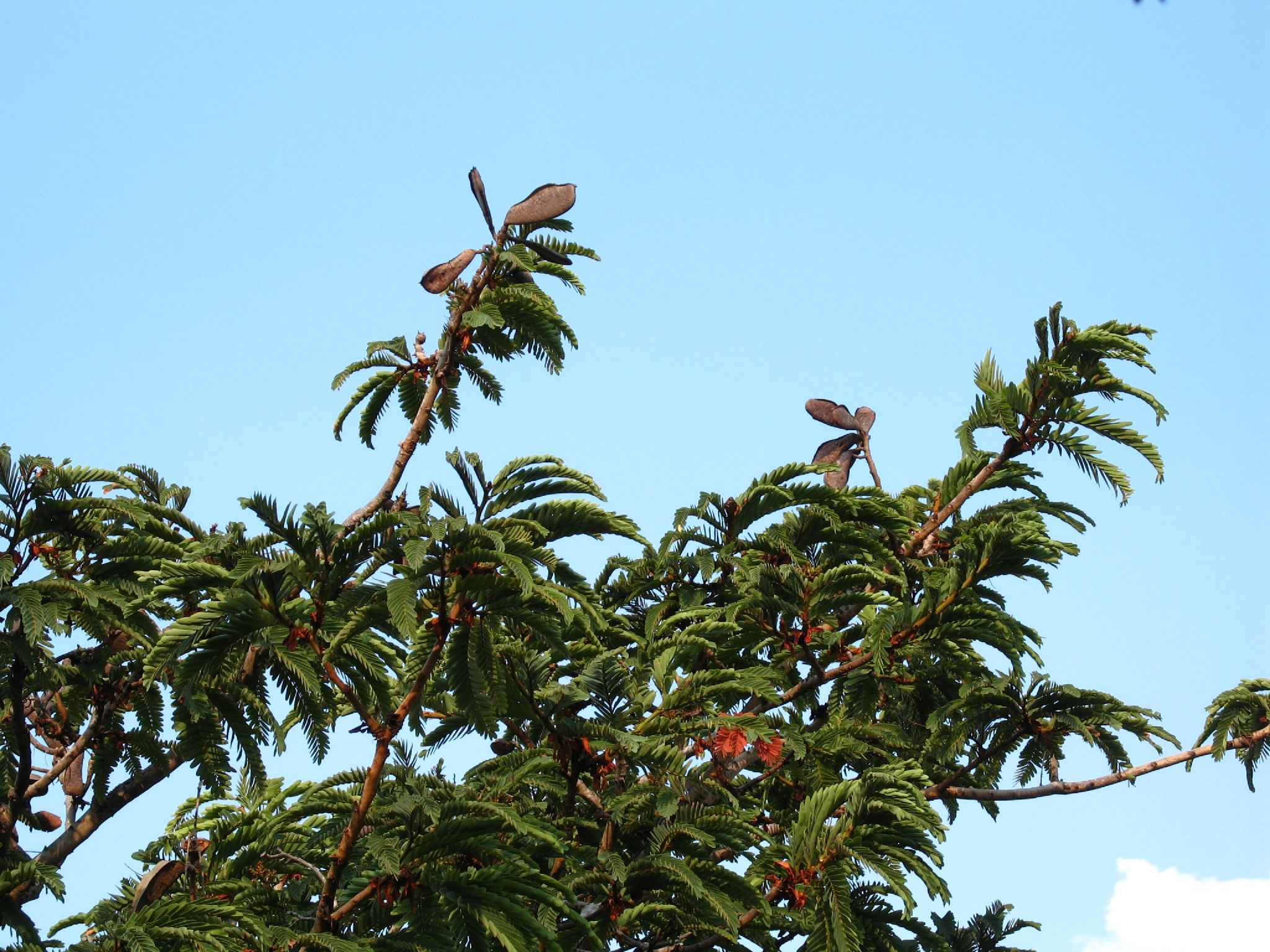